# Phygadeuon victoriensis
Phygadeuon victoriensis là một loài tò vò trong họ Ichneumonidae.